# Episoriculus fumidus
Episoriculus fumidus är en däggdjursart som först beskrevs av Thomas 1913.  Episoriculus fumidus ingår i släktet Episoriculus och familjen näbbmöss. IUCN kategoriserar arten globalt som livskraftig. Inga underarter finns listade i Catalogue of Life.
Denna näbbmus förekommer i bergstrakter på Taiwan. Arten vistas i regioner upp till 2440 meter över havet. Habitatet utgörs av barrskogar eller av skogar med hårdbladsväxter samt av buskskogar.
Individerna kan vara aktiva på dagen och på natten. Fortplantningen sker mellan mars och juni. Honor föder 2 till 4 ungar per kull.
Arten blir 53 till 71 mm lång (utan svans) och svanslängden är 37 till 52 mm. Djuret har 11 till 14,5 mm långa bakfötter. Mellan den bruna pälsen på ovansidan och den gråa pälsen på undersidan förekommer en tydlig gräns. Svansen har en mörk ovansida och en ljus undersida.
Arten delar reviret med Chodsigoa sodalis.